# Ensemble (album de Kendji Girac)
Pour les articles homonymes, voir Ensemble (homonymie).
Albums de Kendji Girac
Kendji
(2014) Ensemble, le live
(2017)
Singles
1. Me quemo
Sortie : 2 septembre 2015
2. Les Yeux de la mama
Sortie : 23 novembre 2015
3. No me mires más
Sortie : 8 janvier 2016
4. Tu y yo
Sortie : 25 avril 2016
5. Sonrisa
Sortie : 4 juillet 2016
6. Ma câlina
Sortie : 16 décembre 2016

Ensemble est le second album studio de Kendji Girac sorti le 30 octobre 2015. Me quemo est le premier single de ce nouvel album. Le 29 décembre 2015, l'album dépasse les 400 000 ventes.
Le 24 juillet 2019, l'album est certifié double disque de diamant.

## Singles
- Me Quemo, dévoilé le 2 septembre 2015, est le 1er single extrait de cet album.
- Les Yeux de la mama a été dévoilé le 23 novembre 2015 en tant que single promotionnel.
- No me mires màs, Kendji Girac est ici en duo avec Soprano, single proposé le 8 janvier 2016.
- Tu y yo titre proposé en single promo le 25 avril 2016.
- Sonrisa, dévoilé le 4 juillet 2016, est la cinquième single extrait de cet album.
- Ma câlina, dévoilé le 16 décembre 2016, est le sixième single extrait de cet album.

## Promotion
Kendji Girac est l'invité de l'émission Touche pas à mon poste ! le 16 septembre 2015. Il y annonce la date de sortie de son album, ainsi que le titre et la pochette.

## Accueil

### Accueil critique
Julien Goncalves de Charts in France apprécie dans l'album des « productions calibrées », la « sincérité » du chanteur mais regrette la facilité des paroles. Le critique de Music Story note qu'avec Ensemble Kendji Girac « fusionne allègrement les genres », que « la touche manouche de la guitare espagnole, qui sert de socle aux treize nouvelles compositions, tend à se diluer dans un schéma electro ».

### Accueil commercial
En France, l'album est très bien accueilli commercialement car il réalise le deuxième meilleur démarrage de l'année 2015 après l'album In Extremis de Francis Cabrel. Il s'écoule à 101 161 exemplaires. Par ailleurs, il signe le meilleur démarrage d'un album en première semaine pour un artiste issue d’une émission de Télé-crochet.

## Classements et Certification

### Classement
| Classement (2015)            | Meilleure position |
| ---------------------------- | ------------------ |
| Belgique (Flandre Ultratop)  | 88                 |
| Belgique (Wallonie Ultratop) | 1                  |
| France (SNEP)                | 1                  |
| Suisse (Schweizer Hitparade) | 1                  |

### Certification
| Région                                                                                                 | Certification | Ventes/Streams |
| --- | ------------- | -------------- |
| Belgique (BEA)                                                                                         | Platine       | 20 000         |
| France (Snep)                                                                                          | 2 × Diamant   | 1 000 000      |
| *Ventes selon la certification ^Mise en rayon selon la certification xNon précisé par la certification |               |                |

## Titres de l'album
| 1.  | Tu Y Yo                        | Kendji Girac, Felipe Saldivia, Fred Savio, Thomas Laroche                                                                                           | Felipe Saldivia, Fred Savio       | 3:42 |
| 2.  | Me Quemo                       | Girac, Saldivia, Savio, Laroche | Saldivia, Savio                   | 3:15 |
| 3.  | No me mires más (avec Soprano) | Girac, Saldivia, Savio, Saïd M'Roumbaba | Saldivia, Savio                   | 4:10 |
| 4.  | C'est trop                     | Girac, Davide Esposito, Renaud Rebillaud, Nazim Khaled, Matthieu Mendès                                                                             | Renaud Rebillaud, Mendes The Dude | 2:42 |
| 5.  | Les Yeux de la mama            | Girac, Nazim Khaled, Johan Errami | Saldivia, Savio                   | 3:22 |
| 6.  | Jamais trop tard               | Girac, Rebillaud, Laroche | Rebillaud                         | 3:41 |
| 7.  | Besame                         | Girac, Rebillaud, Antoine Abardonado, Manuel Gutierez                                                                                               | Rebillaud                         | 3:26 |
| 8.  | Una mujer                      | Girac, Frankie Romano, Michael Carlos Jones, Saldivia, Taurian Shropshire, Savio, Laroche, Sean Combs, Chauncey Lamon Hawkins, Mario Mendell Winans | Saldivia, Savio                   | 3:39 |
| 9.  | La morale                      | Girac, Rachid Mir, Christian Dessart, Khaled | The Bionix                        | 3:08 |
| 10. | Mes potes et moi               | Girac, Mir, Dessart, Khaled | The Bionix                        | 2:44 |
| 11. | Où va le monde ?               | Girac, Skalpovich, H Magnum, Karim Deneyer, R. Koua                                                                                                 | Skalpovich                        | 5:20 |
| 12. | Ma solitude                    | Girac, Esposito, Mendes, Rebillaud, Khaled | Rebillaud, Mendes                 | 3:07 |
| 13. | Amor y libertad                | Girac, Abardonado | Saldivia                          | 3:40 |

| 14. | Sonrisa         | Felipe Saldivia, Fred Savio, Kendji Girac                 | Felipe Saldivia, Fred Savio                      | 3:24 |
| 15. | Elle A Tout     | Felipe Saldivia, Fred Savio                               | Felipe Saldivia, Fred Savio                      | 2:44 |
| 16. | Jamais à genoux | Aissata Niang, Kendji Girac, Leslie Bourgouin             | Kore (producteur), Aurélien Mazin, Nacer Mounder | 3:04 |
| 17. | Ma Câlina       | Antoine Abardonado, Kendji Girac, Maska, Renaud Rebillaud | Renaud Rebillaud                                 | 3:57 |

### Crédits
Les crédits sont adaptés depuis Discogs

## Clips vidéos
- Me Quemo : 22 septembre 2015
- Les Yeux de la mama : 19 décembre 2015
- No me mires más (avec Soprano) : 8 janvier 2016
- Tu Y Yo : 25 avril 2016
- Sonrisa : 4 juillet 2016
- Ma câlina : 16 décembre 2016